# گژماوا (استان اشوی‌داشکسیه)
گژماوا (به لهستانی: Grzymała) یک منطقهٔ مسکونی در لهستان است که در گمینا توچنپه واقع شده‌است. گژماوا ۲۳۰ نفر جمعیت دارد.